# Globigerinidae
Globigerinidae es una familia de foraminíferos planctónicos de la superfamilia Globigerinoidea, del suborden Globigerinina y del orden Globigerinida. Su rango cronoestratigráfico abarca desde el Luteciense (Eoceno medio) hasta la Actualidad.

## Discusión
Clasificaciones posteriores han elevado las subfamilias Orbulininae y Porticulasphaerinae a la categoría de familias, es decir, familias Orbulinidae y Porticulasphaeridae.

## Clasificación
Globigerinidae incluye a los siguientes géneros:
- Subfamilia Globigerininae
  - Beella
  - Bolliella, también considerada en la familia Globigerinellidae
  - Globigerina
  - Globigerinella, también considerada en la familia Globigerinellidae
  - Globigerinoides
  - Globigerinoidesella
  - Globigerinoita †
  - Globoturborotalita
  - Prosphaeroidinella
  - Sphaeroidinella
  - Sphaeroidinellopsis †
  - Turborotalita
  - Zeaglobigerina †
- Subfamilia Porticulasphaerinae, también considerada en la familia Porticulasphaeridae
  - Globigerinatheka †
  - Orbulinoides †
  - Inordinatosphaera †
  - Poriculasphaera †
- Subfamilia Orbulininae, también considerada en la familia Orbulinidae
  - Candorbulina
  - Globigerinatella †, también considerada en la familia Globigerinatellidae
  - Orbulina
  - Polyperibola †, también considerada en la familia Globigerinatellidae
  - Praeorbulina †

Otros géneros considerados en Globigerinidae son:
- Alloglobigerinoides de la subfamilia Globigerininae, considerado sinónimo posterior de Globigeninoides
- Aspidodexia de la subfamilia Globigerininae, considerado sinónimo posterior de Globigerina
- Biorbulina de la subfamilia Orbulininae, aceptado como Orbulina
- Coscinosphaera de la subfamilia Orbulininae, aceptado como Orbulina
- Ehrenbergellus de la subfamilia Globigerininae, considerado nomen nudum
- Globigerinanus de la subfamilia Globigerininae, aceptado como Globigerinoita
- Mirga de la subfamilia Orbulininae, considerado subgénero de Orbulina, Orbulina (Mirga), de estatus incierto
- Monocystis de la subfamilia Orbulininae, considerado sinónimo posterior de Orbulina
- Pylodexia de la subfamilia Globigerininae, aceptado como Globigerina
- Rhynchospira de la subfamilia Globigerininae, aceptado como Globigerina
- Towella de la subfamilia Globigerininae,, considerado sinónimo posterior de Turborotalita
- Trilobigerina de la subfamilia Globigerininae, considerado sinónimo posterior de Globigerinoides

Otros géneros de Globigerinidae no asignados a ninguna subfamilia son:
- Amphigramma, considerado nomen nudum